# جاده ئی۳۷۲ اروپا

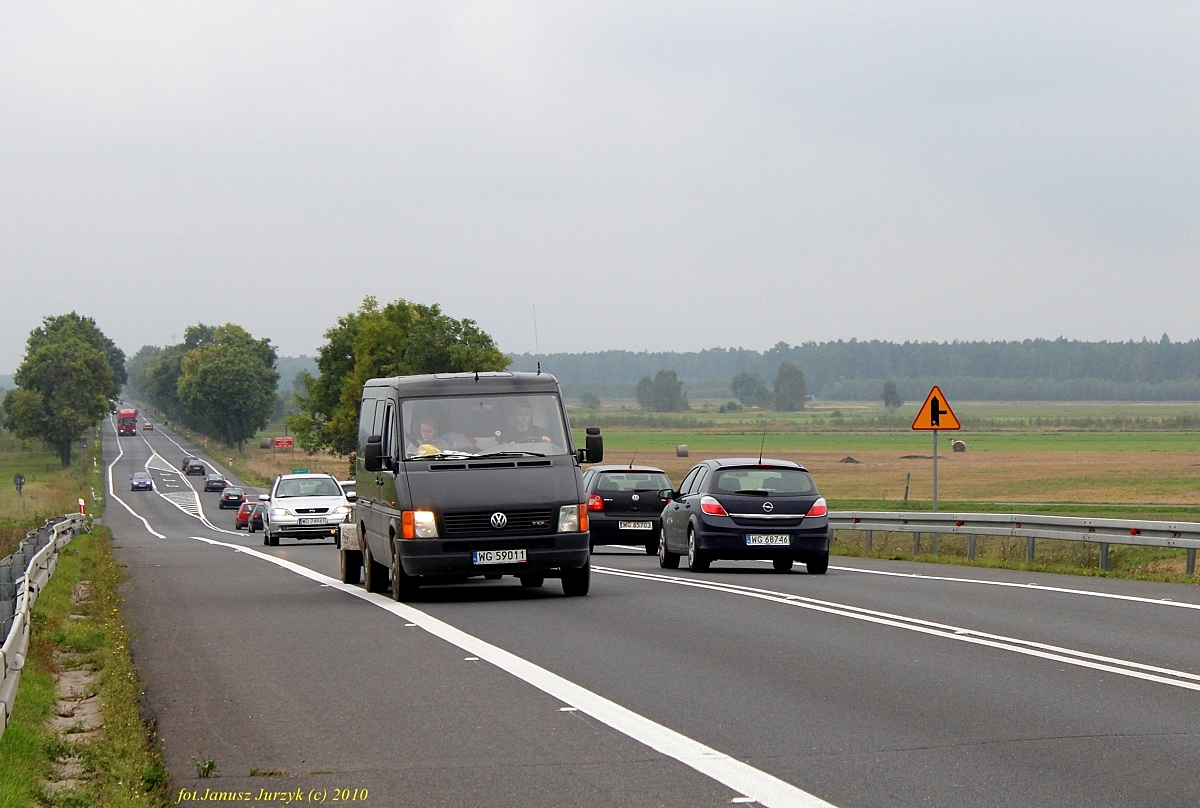

جاده ئی۳۷۲ اروپا (به انگلیسی: European route E372) یکی از جاده‌های درجه ۲ قاره اروپا است.
این جاده از شهر ورشو (لهستان) شروع شده و در شهر لووف (اوکراین) به پایان می‌رسد.